# Mr. Wrestling
George Burrell "Tim" Woodin (18 de julio de 1934-30 de noviembre de 2002) fue un luchador profesional estadounidense, más conocido bajo su nombre en el ring Mr. Wrestling.

## Vida personal
Tim Woodin obtuvo un grado de Ingeniería Agrícola en la Universidad de Cornell y un grado de Ingeniería Mecánica en la Universidad Estatal de Míchigan. Era un luchador amateur en la Michigan State University y tiene un fondo de lucha libre amateur muy fuerte.
En su tercer año en el Estado de Míchigan, Woodin ganó el Big Ten 1958 de 177 libras título fijando a Gary Kurdelmeier de la Universidad de Iowa, a las 8:21. Un par de semanas más tarde, los dos se reunieron de nuevo en la final de 177 libras de la NCAA 1958 en la Universidad de Wyoming, donde Woodin perdido ante Kurdelmeier, 6-2.
En su último año, Woodin derrotó a Gordon Trapp en Iowa, 6-4, en la final de peso pesado para ganar su segundo título de Big Ten. En el NCAA 1959, la Michigan State Spartan compitió en la categoría de 191 libras, lo que lo llevó a la final por segundo año consecutivo ... pero perdió 9-5 con el Art Baker de Syracuse. Con sus dos subcampeonatos en los campeonatos nacionales, Woodin fue dos veces NCAA All-American.
También fue un ávido coleccionista de motocicletas, así como un fotógrafo consumado y saxofonista. Woods también funcionó un sistema de calefacción y de la climatización después de retirarse del ring.

## Carrera
Woodin comenzó su carrera como luchador a la edad de 29 años con el nombre de "Tim Woods". Se le dio entonces el nombre de "Mr. Wrestling" por el promotor de Nebraska, Joe Dusek, y posteriormente adoptó una máscara blanca de lucha libre y camiseta blanca para completar el personaje. Mr. Wrestling se convirtió en una estrella importante de Georgia, Florida, Texas y los territorios del Atlántico Medio. Él luchó en la Worldwide Wrestling Federation en el noreste, en el extremo superior de los luchadores preliminares. A partir de los años setenta, se alternaría entre su personaje enmascarado como Mr. Wrestling y el desenmascarado como Tim Woods, en función del territorio.
Woodin estuvo involucrado en el accidente de avión de 1975 que involucró a los pilotos Joseph Michael Farkas (que terminó en coma y murió al año siguiente), la leyenda Johnny Valentine (se rompió la espalda y fragmentos de hueso impactaron en su médula espinal, poniendo fin a su carrera ), Bob Bruggers (se rompió la espalda y tenía una barra de acero en el puesto; Bruggers podría haber hecho una reaparición, pero decidió retirarse), Ric Flair (se rompió la espalda, pero se recuperó y volvió a la lucha libre), y el locutor de Jim Crockett Promotions "David Crockett". En el hospital, Woodin dio su nombre real (George Burrell Woodin), y dijo que él era un promotor. Desde que Woodin luchó bajo el nombre de Tim Woods, un artículo periodístico en el diario The Charlotte Observer figuran su nombre como su verdadero nombre, George Burrell Woodin, y menciona que él era un promotor. Woodin fue el luchador favorito de los fanáticos (face) en el avión, mientras que el resto lucharon como villanos (heel),(kayfabe) y esto fue en días anteriores al incidente (en ese momento, Woods tuvo un feudo con Flair y Valentine). Con el tiempo, empezaron a circular rumores de que Woods fue, de hecho, en el avión. Dispuestos a arriesgar la exposición en la lucha libre profesional, regresó al ring dos semanas después del accidente y, obviamente, en un dolor extremo. Flair más tarde dijo en su libro To Be the Man, que él era "algo más que Mr. Wrestling ese día, pero fue el hombre que salvó a la lucha libre". Woodin finalmente regresó a la lucha libre y tuvo su último combate el 17 de septiembre de 1983, donde perdió ante el Mr. Wrestling II.

## Muerte
El 30 de noviembre de 2002, Woods, murió de un ataque al corazón en su casa en Charlotte, Carolina del Norte, a la edad de 68 años. Antes de su muerte, estaba programado ser entrevistado por WWE Confidential sobre el accidente del avión en octubre de 1975.

## En lucha
- Movimientos finales

- Sleeper hold

## Campeonatos y logros

### Lucha libre amateur
- Amateur Athletic Union

- AAU National Championship (1955, 1957)

- Big Ten Conference

- Big Ten Conference Championship (1958, 1959)

### Lucha libre profesional
- Cauliflower Alley Club

- Other honoree (2002)

- Championship Wrestling from Florida

- NWA Florida Heavyweight Championship (1 vez)
- NWA Florida Tag Team Championship (2 veces) - con Hiro Matsuda (1) y Big Bad John (1)
- NWA Florida Television Championship (1 vez)
- NWA Southern Heavyweight Championship (Florida version) (4 veces)

- Mid-Atlantic Championship Wrestling

- NWA Mid-Atlantic Tag Team Championship (1 vez) - con Dino Bravo
- NWA Mid-Atlantic Television Championship (1 vez)
- NWA United States Heavyweight Championship (Mid-Atlantic version) (1 vez)
- NWA World Tag Team Championship (Mid-Atlantic version) (1 vez) - con Dino Bravo

- Mid-South Sports/Georgia Championship Wrestling

- NWA Georgia Heavyweight Championship (2 veces)
- NWA Georgia Tag Team Championship (4 veces) - con Mr. Wrestling II (3) y Thunderbolt Patterson (1)
- NWA Macon Tag Team Championship (2 veces) - con Mr. Wrestling II

- NWA Big Time Wrestling

- NWA American Tag Team Championship (1 vez) - con George Scott

- NWA Hollywood Wrestling

- NWA Americas Tag Team Championship (2 veces) - con Pak Song (1) y Dr. Death (1)

- NWA Mid-America

- NWA Southern Heavyweight Championship (Memphis version) (1 vez)

- Pro Wrestling Illustrated

- Situado en el N°394 en los PWI 500 de 2003